# 紀招治
紀招治（1933年1月—），歌仔戲演員，工旦行，中國國家級非物質文化遺產歌仔戲項目代表性傳承人。
在廈門出生，1945年起跟洪本忠先生學戲，1949年起師承邵江海先生，1951年參加龍溪地區薌劇團（現在的漳州市薌劇團）。
1987年起在廈門藝術學校教歌仔戲，現已離休。
2008年1月26日，中華人民共和國國務院文化部公布的第2批國家級非物質文化遺產項目代表性傳承人名錄裡有4位歌仔戲藝員，她是1位，另3位是廈門市歌仔戲劇團的陳志明 (歌仔戲)；漳州市薌劇團的鄭秀琴（中國國家1級演員）和吳茲明（中國國家1級導演）。